# Кастенедоло
Кастенѐдоло (на италиански: Castenedolo, на източноломбардски: Castenèdol, Кастенедол) е град и община в Северна Италия, провинция Бреша, регион Ломбардия. Разположен е на 152 m надморска височина. Населението на общината е 11 440 души (към 2013 г.).